# Jean-Marie Alméras

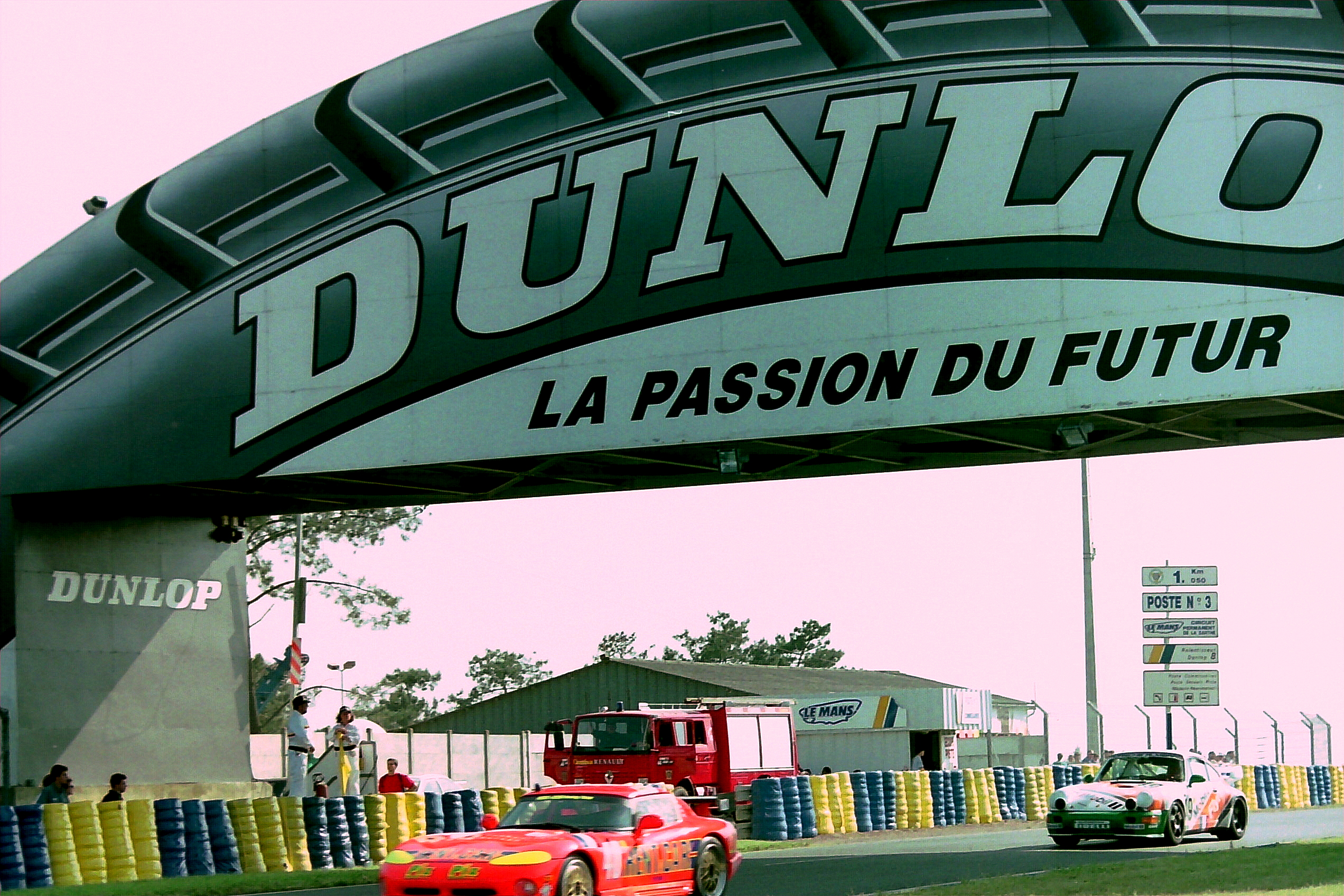
Der Porsche 911 Carrera RS (rechts) von Jean-Marie Alméras, Jacques Laffite und Jacques Alméras unter dem Dunlop-Bogen beim 24-Stunden-Rennen von Le Mans 1994

Jean-Marie Alméras (* 13. September 1943 in Montpellier) ist ein französischer Autorennfahrer und Rennstallbesitzer sowie der Onkel von Philippe Alméras.

## Karriere
Jean-Marie Alméras ist der ältere der beiden Alméras-Brüder und kam sechs Jahre vor seinem Bruder Jacques zur Welt. Gemeinsam mit seinem Bruder betrieb er in den 1980er und 1990er Jahren einen Rennstall, wo er auch als Fahrer aktiv war.
Mit seinem Bruder Jacques und seiner Landsfrau Marianne Hoepfner als Partnern, gab er 1980 sein Debüt beim 24-Stunden-Rennen von Le Mans. Dieser erste Auftritt endete nach einem Unfall mit dem Porsche 934 vorzeitig. Achtmal war er in seiner Karriere in Le Mans am Start, mit dem 15. Gesamtrang 1983 als bester Gesamtplatzierung.
1978, 1979 und 1980 gewann er die Gesamtwertung der Rennwagenklasse der Europa-Bergmeisterschaft und 1978 auch zusätzlich noch die französische Bergmeisterschaft. Auch im Alter von über 70 Jahren startet Jean-Marie Alméras mit seinem historischen Porsche 935 noch immer bei Bergrennen.

## Statistik

### Le-Mans-Ergebnisse
| Jahr | Team                        | Fahrzeug                | Teamkollege     | Teamkollege       | Platzierung | Ausfallgrund           |
| ---- | --------------------------- | ----------------------- | --------------- | ----------------- | ----------- | ---------------------- |
| 1980 | Equipe Alméras Frères       | Porsche 934             | Jacques Alméras | Marianne Hoepfner | Ausfall     | Unfall                 |
| 1981 | Eminence Racing Team        | Porsche 924 Carrera GTR | Jacques Alméras |                   | Ausfall     | Leck im Treibstofftank |
| 1983 | Equipe Alméras Frères       | Porsche 930             | Jacques Alméras | Jacques Guillot   | Rang 15     |                        |
| 1984 | Equipe Alméras Frères       | Porsche 930             | Jacques Alméras | Tom Winters       | Rang 18     |                        |
| 1989 | Equipe Alméras Frères       | Porsche 962C            | Jacques Alméras | Alain Iannetta    | Ausfall     | Unfall                 |
| 1991 | Alméras Frères              | Porsche 962C            | Jacques Alméras | Pierre de Thoisy  | Ausfall     | Unfall                 |
| 1992 | Equipe Alméras Chotard      | Porsche 962C            | Jacques Alméras | Max Cohen-Olivar  | Ausfall     | Unfall                 |
| 1994 | Porsche Flymo Mobil Alméras | Porsche 911 Carrera RSR | Jacques Alméras | Jacques Laffite   | Ausfall     | Unfall                 |

### Einzelergebnisse in der Sportwagen-Weltmeisterschaft
| Saison | Team            | Rennwagen   | 1   | 2   | 3   | 4   | 5   | 6   | 7   | 8   | 9   | 10  | 11  | 12  | 13  | 14  | 15  | 16  |
| ------ | --------------- | ----------- | --- | --- | --- | --- | --- | --- | --- | --- | --- | --- | --- | --- | --- | --- | --- | --- |
| 1980   | Alméras Frères  | Porsche 934 | DAY | BRH | SEB | MUG | MON | RIV | SIL | NÜR | LEM | DAY | WAT | SPA | MOS | ROA | VAL | DIJ |
| 1980   | Alméras Frères  | Porsche 934 |     |     |     |     |     | DNF |     |     |     |     |     |     |     |     |     |     |
| 1981   | Eminence Racing | Porsche 924 | DAY | SEB | MUG | MON | RIV | SIL | NÜR | LEM | PER | DAY | WAT | SPA | MOS | ROA | BRH |     |
| 1981   | Eminence Racing | Porsche 924 |     |     |     |     | DNF |     |     |     |     |     |     |     |     |     |     |     |
| 1983   | Alméras Frères  | Porsche 930 | MON | SIL | NÜR | LEM | SPA | FUJ | KYA |     |     |     |     |     |     |     |     |     |
| 1983   | Alméras Frères  | Porsche 930 | 13  | DNF |     | 15  |     |     |     |     |     |     |     |     |     |     |     |     |
| 1984   | Alméras Frères  | Porsche 930 | MON | SIL | LEM | NÜR | BRH | MOS | SPA | IMO | FUJ | KYA | SAN |     |     |     |     |     |
| 1984   | Alméras Frères  | Porsche 930 | 18  |     |     |     |     |     |     |     |     |     |     |     |     |     |     |     |
| 1989   | Porsche Alméras | Porsche 962 | SUZ | DIJ | JAR | BRH | NÜR | DON | SPA | MEX |     |     |     |     |     |     |     |     |
| 1989   | Porsche Alméras | Porsche 962 |     | 19  | 12  | 10  | 14  |     | 21  | 15  |     |     |     |     |     |     |     |     |
| 1990   | Alméras Frères  | Porsche 962 | SUZ | MON | SIL | SPA | DIJ | NÜR | DON | MOT | MEX |     |     |     |     |     |     |     |
| 1990   | Alméras Frères  | Porsche 962 |     |     |     | 22  | 23  | 19  |     | 15  | DNF |     |     |     |     |     |     |     |
| 1991   | Alméras Frères  | Porsche 962 | SUZ | MON | SIL | LEM | NÜR | MAG | MEX | AUT |     |     |     |     |     |     |     |     |
| 1991   | Alméras Frères  | Porsche 962 | DNF |     |     |     |     |     |     |     |     |     |     |     |     |     |     |     |
| 1992   | Equipe Alméras  | Porsche 962 | MON | SIL | LEM | DON | SUZ | MAG |     |     |     |     |     |     |     |     |     |     |
| 1992   | Equipe Alméras  | Porsche 962 | DNF |     |     |     |     |     |     |     |     |     |     |     |     |     |     |     |